# Шано Шатне
Шано Шатне (фр. Chanoz-Châtenay) је насељено место у Француској у региону Рона-Алпи, у департману Ен (Рона-Алпи).
По подацима из 2011. године у општини је живело 713 становника, а густина насељености је износила 53,13 становника/km².

## Демографија
| 1962. | 1968. | 1975. | 1982. | 1990. | 2011. |
| ----- | ----- | ----- | ----- | ----- | ----- |
| 511   | 475   | 451   | 453   | 476   | 713   |